# Denkt bloß nicht, daß wir heulen
Denkt bloß nicht, daß wir heulen (DDR-Verleihtitel …und sie sind nur Kinder) ist ein US-amerikanisches Drama aus dem Jahre 1971 von Stanley Kramer mit einer weitgehend unbekannten, jugendlichen Darstellerriege. Der Film basiert auf dem Roman Bless the Beasts and Children (1970) von Glendon Swarthout. Kramer beabsichtigte mit diesem für sein zumeist von Starbesetzungen geprägtes Œuvre untypischen, „kleinen“ Film unter anderem auch ein klares Statement gegen den weitgehend problemlosen Zugang zu Schusswaffen in den Vereinigten Staaten abzugeben.

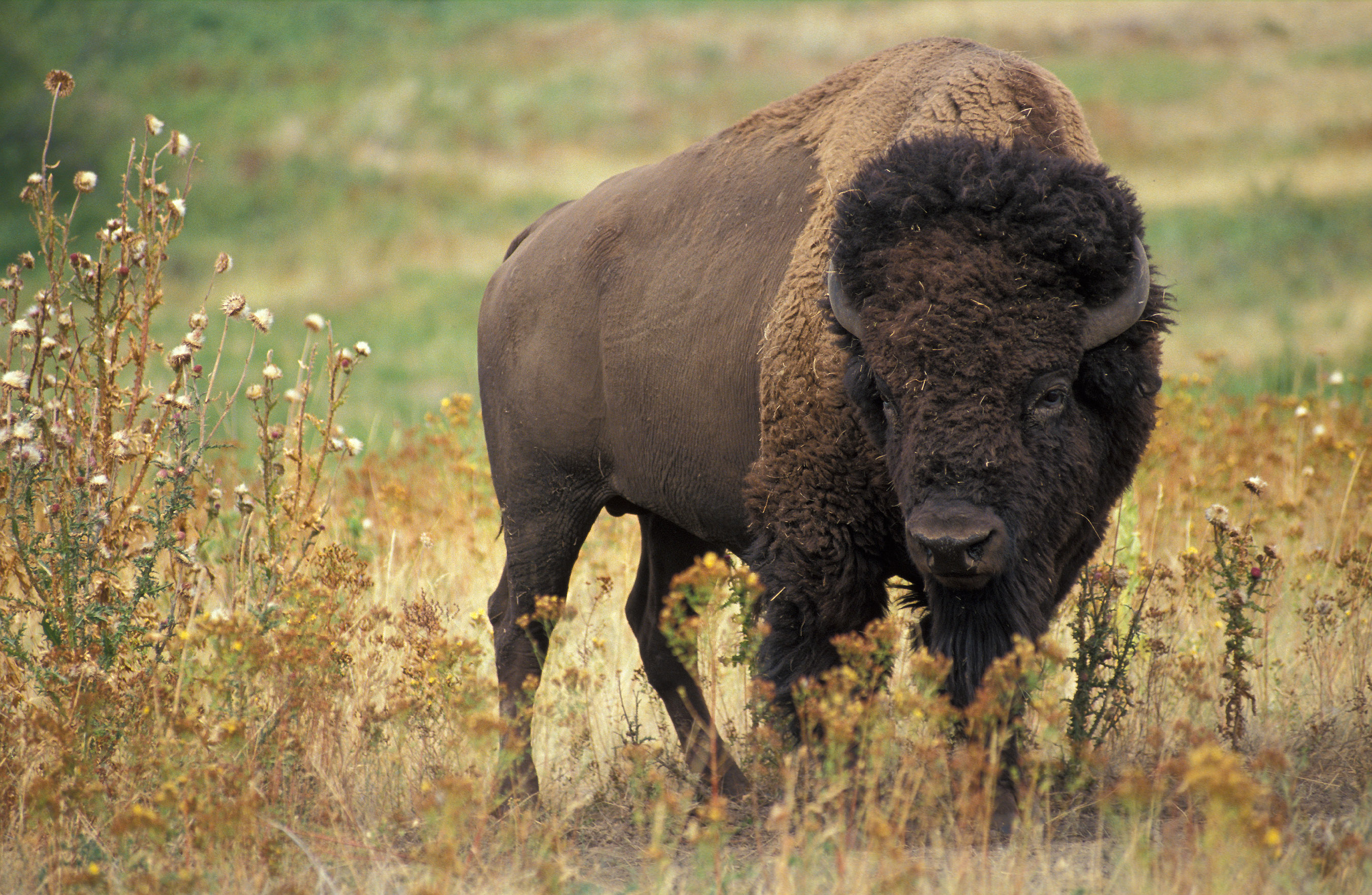
Spielt eine Schlüsselrolle im Film: Der nordamerikanische Büffel (Bison)

## Handlung
Im Zentrum des Geschehens steht das Schicksal von sechs heranwachsenden Jungs, die von ihren beschäftigten Eltern in einem Sommerlager, genannt Arizona Box Canyon Boys Camp, abgegeben werden. Allen ist zu eigen, dass sie eine mentale oder seelische Störung haben oder doch zumindest „verhaltensauffällig“ sind. John Cotton wird der Anführer der Ausgestoßenen und Außenseiter, die, herabsetzend als „Bettnässer“ verspottet, bislang kaum so etwas wie Selbstwertgefühl entwickeln konnten. Erniedrigt und der Lächerlichkeit preisgegeben, entwickelt Cotton bald das richtige Gefühl für seine Schutzbefohlenen. Er macht sich daran, seine Leute zu einer festen Einheit zu formen, die Respekt einfordert und den Spott zurückweist. Seine Aufgabe wird noch herausfordernder, als zwei neue, offensichtlich schwer gestörte Jungs ins Camp stoßen: Es handelt sich um die beiden gegnerischen Brüder, die nur als „Lally 1“ und „Lally 2“ eingeführt werden. Lally 1 reagiert auf Drohungen gegen seine emotionale Unversehrtheit, indem er mit Wutausbrüchen reagiert, die oft seinen jüngeren Bruder Lally 2 treffen. Dieser taucht daraufhin regelmäßig in eine Phantasiewelt ab, in denen winzige Kreaturen herrschen, die er „Ooms“ nennt, und sucht außerdem Trost in einem angekokelten Schaumstoff-Gummikissen, das er stets bei sich trägt.
Der Jugendliche Lawrence Teft III ist ein weiterer Junge, ebenfalls ein Problemkind. Im Kern seines Wesens ist er eigentlich ruhig, zeigt aber augenblicklich seine rebellische Ader, sobald er mit Autorität konfrontiert wird. Er ist in diesem Jugendlager für Schwererziehbare gelandet, weil sein Lieblingshobby der Autodiebstahl ist. Er ist nur deshalb noch nie im Knast gelandet, weil jedes Mal sein einflussreicher Vater seine Beziehungen spielen ließ. Nun aber hat auch der die Nase gestrichen voll. Teft Senior hofft, dass man hier seinem Filius die Flausen austreiben und ihm mehr Disziplin beibringen wird. Immerhin soll der missratene Sohn eines Tages in die Fußstapfen des Alten treten und Karriere machen. Zu Cottons Grüppchen stößt auch Sammy Shecker, ein dicklicher, jüdischer Junge, dessen Vater ein erfolgreicher Komiker ist. Oftmals macht Sammy seinen Daddy mit dessen Komikeinlagen nach und beginnt damit, die Anderen zu nerven. Sammy ist anstrengend: Er ist laut, ein Nervenbündel und kaut auf seinen Fingernägeln herum. Dass dem Grüppchen rund um Cotton der wenig schmeichelhafte Beiname „Bettnässer“ verpasst wurde, hat vor allem mit Gerald Goodenow zu tun, dem sechsten und letzten Mitglied der Gruppe. Er wurde bereits aus zwei Jugendcamps entfernt. Zum Bettnässen kommt noch hinzu, dass Gerald auf Schule sui generis mit Phobien reagiert. Er wurde daraufhin zum Psychiater geschickt – jedoch ohne Erfolg. Zu allem Überfluss hat er auch noch einen raubauzigen Stiefvater, der mit sehr rustikalen Methoden aus dem Jungen einen „ganzen Mann“ formen möchte. All diese Verhaltensweisen, die die Anwesenheit der derangierten Kinder und Jugendlichen im Camp erklären, werden durch regelmäßige Rückblenden offenbart.
Eines Tages werden die sensiblen und dysfunktionalen Jungs durch ein bevorstehendes Ereignis aufgeschreckt, das sie in jeder Hinsicht herausfordert. Die Gegenwelt zu ihrem Jugendlager psychischer Probleme bildet eine Gruppe handfester und höchst unsensibler Cowboys, die planen, am kommenden Tag einer sie in ihrer Arbeit störenden Büffelherde den Garaus zu machen. In einer Nacht-und-Nebel-Aktion führt Cotton zu Fuß, auf einem Pferd oder mit einem entwendeten Auto seine Jungs zu den eingezäunten Bisons, um die Herde zu befreien. Doch dies ist leichter gesagt als getan, denn die etwas tumben Tiere verstehen nicht, was die Jungs beabsichtigen und rennen nicht, wie erhofft, einfach davon. Stattdessen kommt es zur Katastrophe, zur Konfrontation mit den zukünftigen Büffelschlächtern. Cotton, der mit der Befreiung der Bisons eigentlich auch eine zweite Mission hatte, nämlich die innere Befreiung der Jungs von all ihren Zwängen plante, kommt bei seinem mutigen Einsatz ums Leben, als ihn einer der Cowboys mit einem Schuss niederstreckt.

## Produktionsnotizen
Der von Ende Juli bis Mitte Oktober 1970 in Prescott (Arizona) und Santa Catalina Island (Kalifornien) gedrehte Film wurde im Juni 1971 während der Filmfestspiele in Berlin uraufgeführt. Die US-Premiere fand am 1. August 1971 in Los Angeles statt.
George Glass übernahm die Produktionsleitung. Lyle R. Wheeler entwarf die Filmbauten, George James Hopkins erstellte die Ausstattung.

## Auszeichnungen und Nominierungen
- Interfilm Award für Stanley Kramer auf der Berlinale 1971
- OCIC Award für Stanley Kramer
- Nominierung für den Goldenen Bären (Berlinale 1971)
- Nominierung für einen Oscar, Sparte Bester Song (Barry De Vorzon, Perry Botkin junior für das Lied Bless the Beasts and Children)
- Nominierung für den Grammy Award für die beiden Vorgenannten

## Kritiken
In der Cleveland Press vom 29. November 1971 hieß es: „‚Bless the Beasts and Children‘ ist alles andere als ein perfekter Film. Er ist fehlerhaft, gekünstelt und stark symbolbehaftet. Aber sein Herz ist an der richtigen Stelle. Er sagt etwas aus, nicht nur über das Töten blöder Tiere, sondern auch über unser Wertebewusstsein.“
Filmkritiker Roger Ebert schimpfte am 9. November 1971: „Ich habe ein wenig genug von Filmen, die unnötigerweise damit enden, dass die Alten die Jungen erschießen, um uns den Eindruck zu vermitteln, dass ein Standpunkt vertreten wurde. Ich verließ das Kino in einer miesen Stimmung.“
Der Movie & Video Guide nannte den Film eine „aufregende und gut gemeinte wenngleich auch monotone Geschichte.“
Halliwell’s Film Guide fand, der Film sei ein „ziemlich offensichtlich zugespitztes Melodram, ordentlich umgesetzt, aber nicht sehr interessant.“
In Lexikon des Internationalen Films ist zu lesen: „Suggestive Mischung von Abenteuerdramatik, Lagerromantik, Melodram und Gesellschaftskritik; die Auseinandersetzung mit dem “american way of life” gerät allerdings durch die glatte Inszenierung in den Hintergrund.“